# 555 timer IC

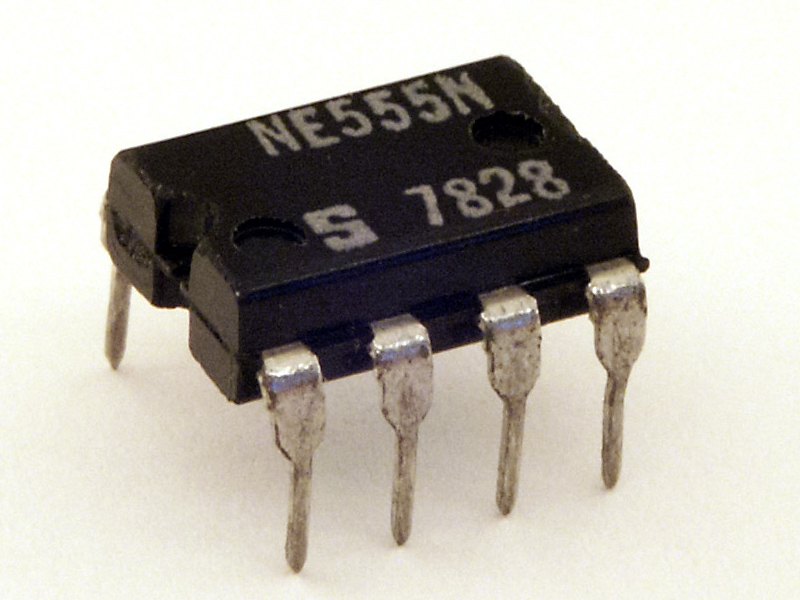
NE555 som en Dual in-line package

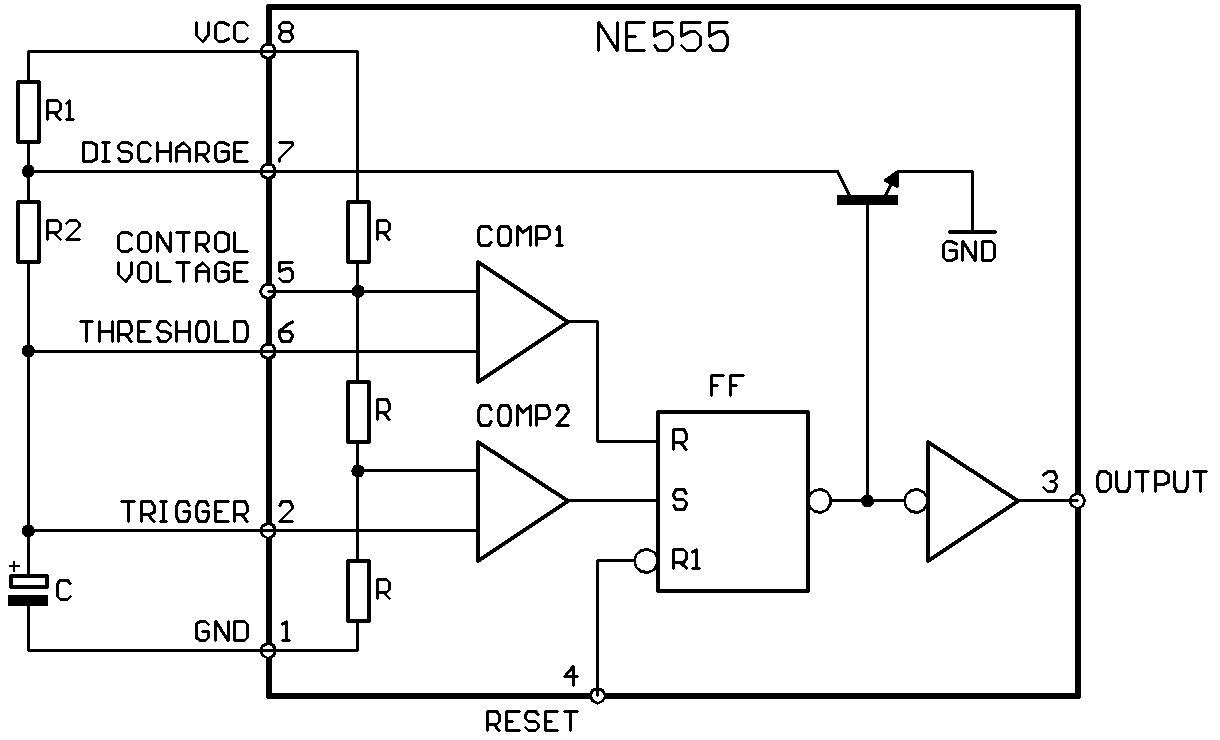
555-timern kopplad som astabil SR-vippa

555 (uttalas ofta "trippel-femma") är en timer-IC (integrerad krets) som designades år 1970 av Hans R. Camenzind. Den introducerades 1971 av Signetics (som senare köptes av Philips). Den produceras fortfarande i stora kvantiteter, sedan 2003 omkring en miljard årligen.
Kretsens stora popularitet beror på att den, tillsammans med ett fåtal ytterligare komponenter, kan bygga upp exempelvis en monostabil, astabil, eller bistabil vippa.
En vanligt förekommande myt är att namnet 555 kommer från tre interna motstånd, vart och ett på 5 kiloohm, men detta har dementerats av Hans Camenzind. I själva verket var namnet godtyckligt, och matchningen var endast en slump.
555 säljs under namn som till exempel LM555, NE555, SA555 och ICM7555, beroende på tillverkare och teknologi (bipolär eller MOSFET).

## Användningsområden
Timern 555 används i en mängd olika applikationer och den vanligaste är att generera en puls, till exempel till en blinkkrets för en lampa.